# Patrick Brennan (zawodnik lacrosse)
Patrick Joseph „Paddy” Brennan (ur. 29 lipca 1879 w Irlandii, zm. 1 maja 1961 w Montrealu) – kanadyjski zawodnik lacrosse.
Na igrzyskach olimpijskich w 1908 w Londynie był kapitanem drużyny, która zdobyła złoty medal.

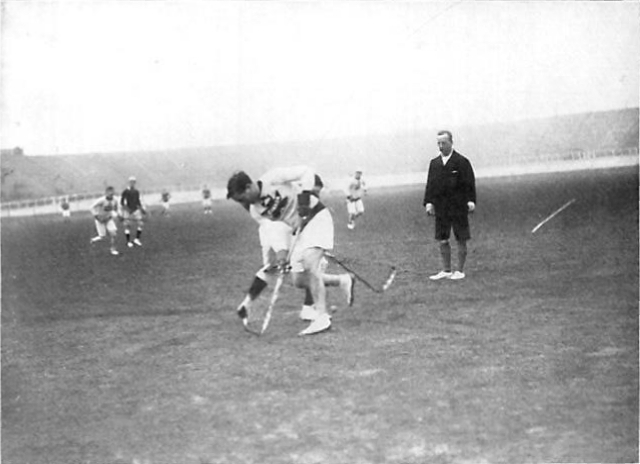
Brennan podczas igrzysk olimpijskich w 1908

Był zawodnikiem klubu Shamrock Lacrosse Club. Później był działaczem sportowym.